# 벤하민 비쿠냐

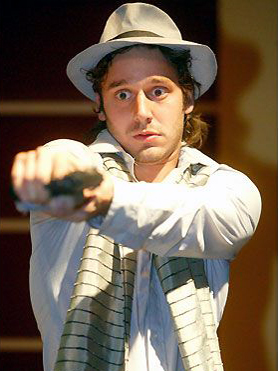

벤하민 비쿠냐(Benjamín Vicuña, 1978년 11월 29일 ~ )는 칠레의 배우, 모델, 텔레비전 배우이다.
산티아고에서 태어났다.

## 영화
- 프리즌 브레이커스 (2020년) - 레온 바르가스 역
- 더 머니체인저 (2019년)
- 댓츠 낫 치팅 (2016년)
- 레드 스레드 (2016년)
- 카라디마 포레스트 (2015년)
- 메모리 오브 워터 (2015년)
- 그라도3-미친섹시코미디 (2009년) - 가스톤 역
- 산타렐라 패밀리 (2008년) - 호라시오 역
- 푸가 (2006년) - 엘리세오 몬탈반 역
- 평점 제로 (2004년)
- 바람난 여자 (2004년)